# Machaeridia
Los maqueridios (Machaeridia) son una clase extinta de anélidos acorazados, conocidos desde el Ordovícico hasta el Carbonífero. El grupo incluye tres familias, Plumulitidae, Turrilepadidae y Lepidocoleidae.
Se consideran pequeños fósiles con concha que sugiere un origen temprano.

## Características
Se conservan las placas de calcita que forman la armadura -que son muy pequeñas y normalmente se los hallan desarticuladas- así como restos de las quetas -tejido blando- en el Yacimiento de Fezouata. Los poquísimos ejemplares completos hallados alcanzan 1 cm de longitud.
Se caracterizan por tener hileras de placas de calcita; las  dorsales tienen forma convexa y son casi del mismo tamaño, mientras que las laterales son más aplanadas y alargadas.